# Agyrtacantha dirupta
Agyrtacantha dirupta – gatunek ważki z rodziny żagnicowatych (Aeshnidae).